# Georg Baumberger

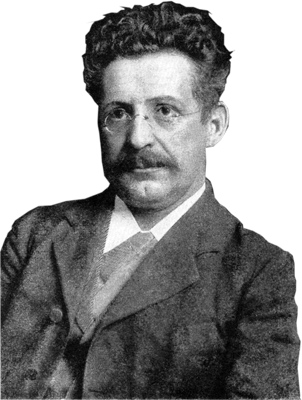
Georg Baumberger

Georg Baumberger (* 8. März 1855 in Zug; † 21. Mai 1931 in Zürich) war ein Schweizer Journalist und Schriftsteller sowie Politiker in verschiedenen katholisch-konservativen Parteien, unter anderem als Nationalrat von 1919 bis 1931. Sein journalistisches Schaffen umfasste vor allem Reisebeschreibungen sowie volkskundliche, religiöse und politische Themen, insbesondere mit lokalem Bezug zum Appenzellerland.

## Leben

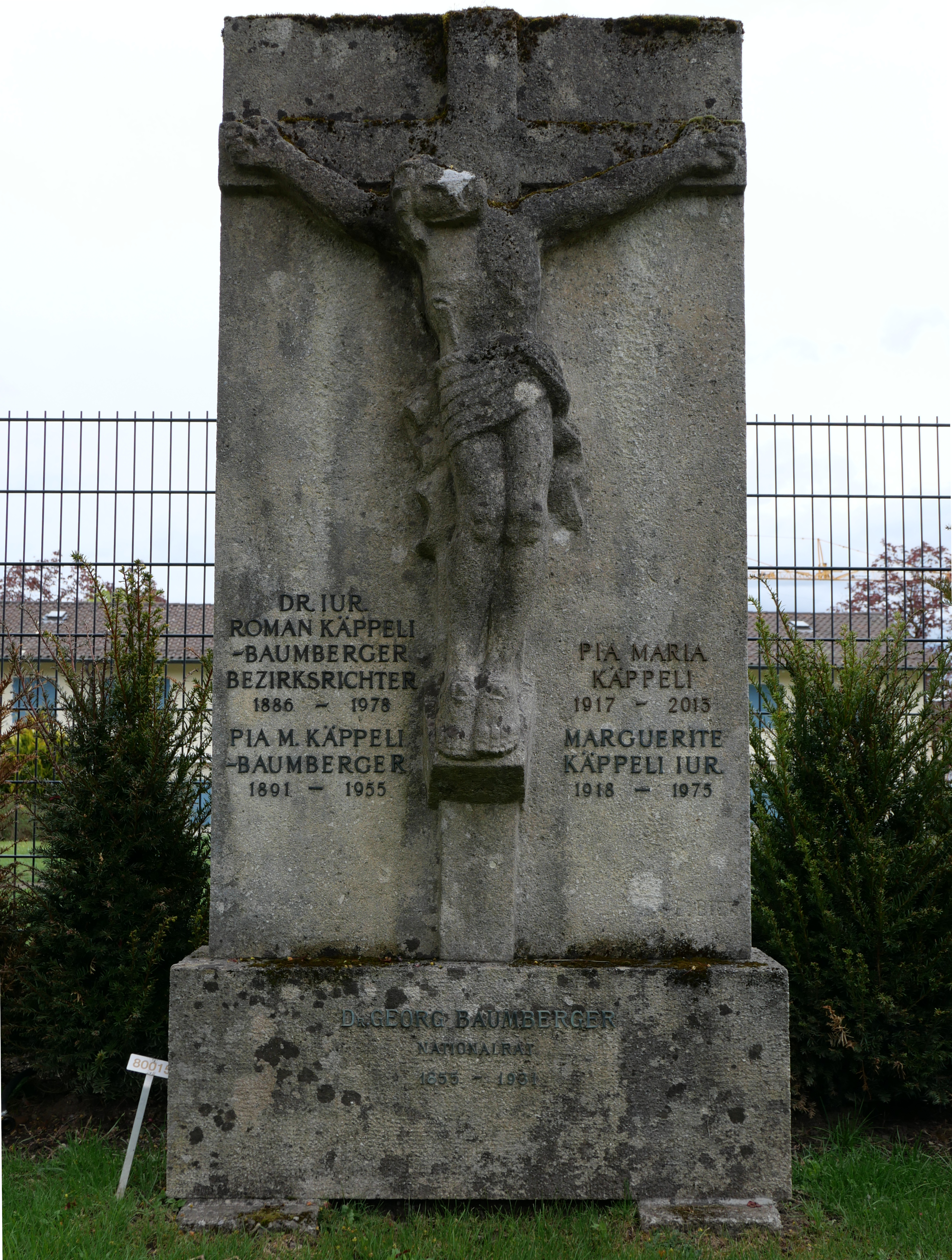
Baumbergers Familiengrab

Georg Baumberger wurde 1855 in Zug als Sohn eines Apothekers geboren. Er war in erster Ehe verheiratet mit Amalie Bick aus Oberuzwil, später heiratete er in zweiter Ehe Paulina Trottmann aus Muri. Nach einer Lehre in einer Spezerei in Sion führte er zunächst ein Spezereigeschäft in Speicher im Kanton Appenzell Ausserrhoden. Von 1881 bis 1886 war er Redaktor der in Herisau erscheinenden Appenzeller Nachrichten, von 1886 bis 1904 Chefredakteur der Zeitung Die Ostschweiz in St. Gallen und von 1904 bis 1919 Redaktor der Neuen Zürcher Nachrichten in Zürich.
Im September 1895 verfasste er unter dem Titel Henri Dunant, der Begründer des Roten Kreuzes einen Artikel über Henry Dunant, den Begründer der Internationalen Rotkreuz- und Rothalbmond-Bewegung, den er bei einem Spaziergang in Heiden im August zufällig kennengelernt hatte. Für Dunant, der zu diesem Zeitpunkt zurückgezogen und von der Gesellschaft nahezu vergessen in Heiden lebte, bedeutete die Veröffentlichung dieses Artikels in der deutschen Illustrierten Über Land und Meer die Rückkehr in das Bewusstsein der breiten Öffentlichkeit und die späte Anerkennung seiner Verdienste.
Politisch war Georg Baumberger von 1890 bis 1891 in St. Gallen im Verfassungsrat und von 1901 bis 1905 im Grossen Rat tätig. Darüber hinaus war er Mitglied im Parteiausschuss der Konservativen Volkspartei und 1905 an der Gründung des Schweizerischen Katholischen Volksvereins beteiligt. Beginnend mit seinem Umzug nach Zürich stieg Baumberger zu einem der führenden Wirtschafts- und Sozialpolitiker katholisch-konservativer Prägung in der Schweiz auf.
Im Jahr 1906 gründete er die Christlich-soziale Partei des Kantons Zürich, die er bis zu seinem Tod führte. In Zürich war er von 1913 bis 1931 im Zürcher Grossen Stadtrat und von 1917 bis 1920 im Kantonsrat tätig, von 1919 bis 1931 gehörte er dem Nationalrat an. Von 1912 bis 1931 war er Mitglied im leitenden Ausschusses der Schweizerischen Konservativen Volkspartei, der heutigen Christlichdemokratischen Volkspartei.
Er starb 1931 in Zürich und fand auf dem Friedhof Nordheim seine letzte Ruhestätte.

## Ehrungen und Gedenken

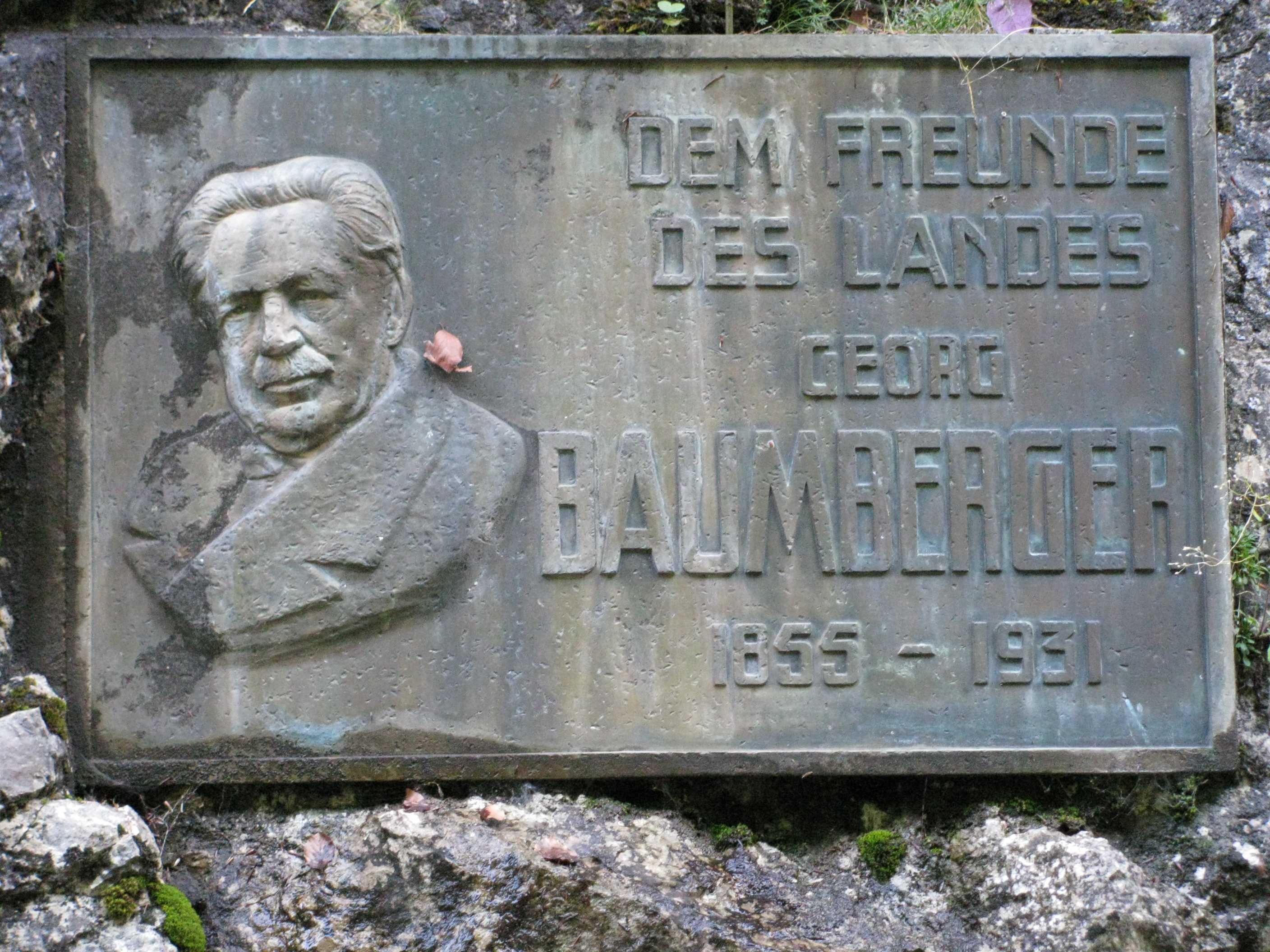
Gedenktafel für Georg Baumberger bei Brülisau

Die Juristische Fakultät der Universität Freiburg verlieh Georg Baumberger die Ehrendoktorwürde. In Zürich trägt der Georg-Baumberger-Weg seinen Namen.

## Werke (Auswahl)
- Grüess Gott! Volks- und Landschaftsbilder aus der Schweiz. Benziger, Einsiedeln 1900
- Blaues Meer und schwarze Berge: Volks- und Landschaftsbilder aus Krain, Istrien, Dalmatien, Montenegro. Benziger, Einsiedeln 1902
- Juhu-Juuhu! Appenzellerland und Appenzellerleut. Skizzen und Novellen. Benziger, Einsiedeln 1903
- Die Appenzeller Freiheitskriege: geschichtliches Volksfestspiel in fünf Akten. Orell Füssli, Zürich 1905
- Questa la via! Volks- und Landschaftsbilder aus Tirol. Benziger, Einsiedeln um 1906
- Aus sonnigen Tagen: Volks- und Landschaftsbilder aus der Schweiz. Benziger, Einsiedeln 1907
- Im Banne von drei Königinnen: alte und neue Bilder aus Palästina, Aegypten und der Türkei. Zwei Bände. Benziger, Einsiedeln 1910
- Im Flug an südliche Gestade: Reiseeindrücke aus Spanien, Marokko und Italien. Benziger, Einsiedeln um 1910
- Alpsteebluemä: Innerrhoder Volksschauspiel. Genossenschafts-Buchdruck, Appenzell 1924